# Эвфай
Эвфай (др.-греч. Εὐφάης) — царь Мессении из рода Эпитидов с 743 года до н. э. до 731—729 года до н. э., сын царя Антиоха. Почти всё своё правление участвовал в Первой Мессенской войне (743/740—724/720 год до н. э.) против Спарты. Именно к периоду его царствования относится легенда о том, как Аристодем принёс в жертву свою дочь.
Эвфай скончался вскоре после того, как получил тяжёлую рану в бою; новым царём Мессении стал Аристодем.

## Биография
Эвфай — сын Антиоха. Он воцарился во время начала Первой Мессенской войны в 743 или 740 году до н. э. После того, как Спарта захватила Амфею, мессенцы ушли со своих городов в Стениклер. Там Эвфай провёл собрание, на котором произнёс речь о том, что им нельзя падать духом и бояться спартанцев. Затем он приказал тренировать новых воинов.
На четвёртый год войны Эвфай организовал поход на Спарту. Спартанцы, узнав об этом, тоже приготовились к сражению. Эфвай расположил своё войско в овраге, назначив в качестве главнокомандующих Клеонниса, Пифарата и Антандра. Пока мессенские воины и конница сражались со спартанцами, Эвфай приказал укреплять заднюю часть лагеря. Когда наступила ночь, сражение прекратилось, и мессенцы укрепили переднюю часть. На следующий день спартанцы ушли с поля боя, так как не могли сражаться, пока мессенцы не выйдут из своих укрытий.
На следующий год спартанские цари Полидор и Феопомп организовали поход в Мессению. Мессенцы были готовы к битве. Правым флангом командовал Эвфай и Антандр, левым — Пифарат, центром — Клеоннис. Перед сражением Эвфай произнёс речь о том, что они сражаются не только за свою землю, но и за свои семьи и культуру. Мессенцы по сигналу смело атаковали спартанцев. Отряд Эвфая успешно наступил на фланг Феопомпа, заставив его отступить. Тем временем Пифарат был убит, и его отряд также отступил. В итоге ни одна сторона не стала преследовать бежавших. К ночи ожесточённое сражение стихло. На следующий день никто не осмелился вступать в бой, а к концу дня было объявлено перемирие, после которого воины принялись погребать тела убитых товарищей.
После этой битвы оплотом мессенцев стала гора Итома. Затем в Дельфы к оракулу был послан священный посол Тисис. На обратном пути в Амфее его выследили спартанцы и нанесли раны. Когда Тисис вернулся, он рассказал Эвфаю вещание богов и умер. Мессенский царь, собрав народ, сообщил, что боги требуют принести в жертву «чистую деву» из рода Эпитидов, — и приказал всем девственницам из этого рода тянуть жребий. Жребий достался дочери Ликиска, который после этого убежал вместе с ней в Спарту. Тогда Аристодем (тоже из Эпитидов) предложил в качестве жертвы свою дочь. Мессенец, имя которого не было упомянуто, заявил, что её нельзя приносить в жертву, так как он её жених и она беременна от него. Это привело Аристодема в ярость и он убил свою дочь. Вспоров ей живот, он убедился, что она не была беременной. Эпебол, истолкователь вещаний богов, сказал, что она была не принесена в жертву, а убита отцом, поэтому нужно было найти кого-то другого. Мессенцы требовали, чтобы принесли в жертву жениха девушки, однако он был важен Эвфаю, поэтому он убедил народ, что дочери Аристодема было достаточно.
В 731 или 730 спартанцы напали на Мессению. Во время битвы Эвфай, по словам Павсания, сражался с отвагой и смелостью. Набросившись на отряд Феопомпа, он был тяжело ранен и упал, потеряв сознание. По словам Павсания, так как у царя не было детей, после окончания битвы он позволил народу выбрать нового правителя, которым стал Аристодем. Через несколько дней Эвфай умер на 13-м году своего царствования.
По мнению канадской исследовательницы Джаник Обергер, Аристодем соответствует своему предшественнику в лидерских качествах. Обергер охарактеризовала Эвфая как хорошего психолога и оратора, назвав его речи более моральными по сравнению со спартанскими. По её мнению, мессенский царь, сохраняя своё мужество, превосходил интеллектуальными способностями спартанских правителей.

### Античные источники
- Павсаний. Описание Эллады / перевод с древнегреческого С. П. Кондратьева. — СПб.: Алетейя, 1996. — Т. 1. — ISBN 5-89329-006-2.

### Современные источники

#### На других языках
- Auberger J. Pausanias et le Livre 4: Une Leçon Pour L'empire? (фр.) // Phoenix. — 2000. — Vol. 54, no 3/4. — P. 255—281. — JSTOR 1089059.
- Niese B. Aristodemos :  [нем.] // Paulys Realencyclopädie der classischen Altertumswissenschaft. — Stuttgart : J.B. Metzler[нем.], 1895. — Bd. II,1. — Kol. 921—922.
- Rickenmann J. Rhianos und Myron. Quellenkritische Untersuchung der Darstellung des ersten und zweiten Messenischen Krieges bei Pausanias (нем.). — Frauenfeld: Druck von Huber & Co, 1917.
- White H. A History of the World, on a New and Systematic Plan: From the Earliest Times to the Treaty of Vienna, to Which Is Added a Summary of Leading Events From That Period to the Year 1821 (англ.). — Jas. B. Smith & Co, 1857.

#### На русском языке
- Печатнова Л. Г. История Спарты (период архаики и классики). — СПб.: Гуманитарная Академия, 2001. — 510 с. — ISBN 5-93762-008-9.